# Hickson 87

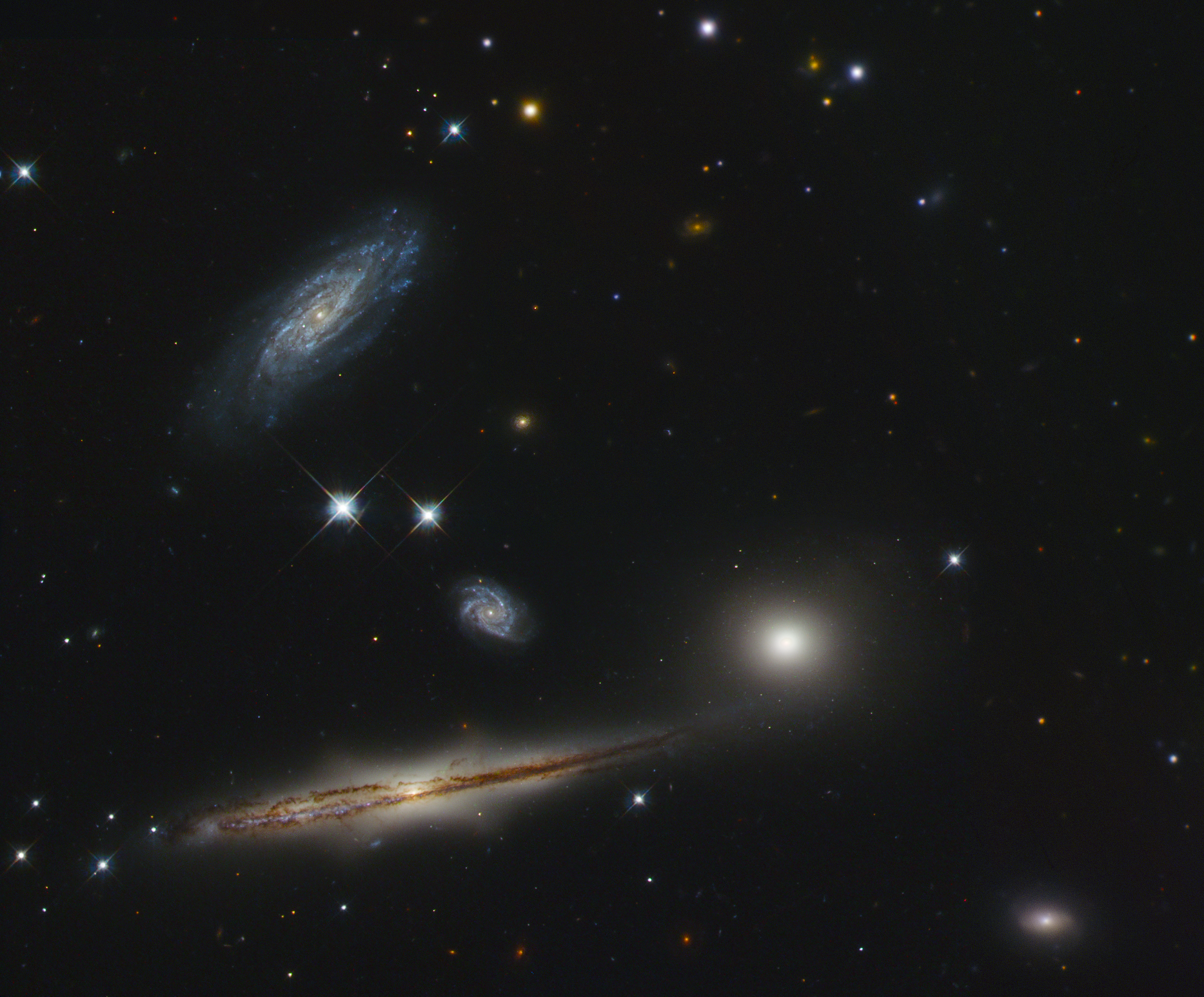
Galaktyki składające się na Hickson 87. Mała galaktyka w środku zdjęcia (HCG 87d) to prawdopodobnie galaktyka tła (HST)

Hickson 87 (również HCG 87) – zwarta grupa galaktyk znajdująca się w konstelacji Koziorożca. Została skatalogowana przez Paula Hicksona w jego katalogu pod numerem 87.
Hickson 87 znajduje się w odległości około 400 milionów lat świetlnych od Ziemi. Grupa ta zawiera trzy galaktyki powiązane grawitacyjnie: dużą, ustawioną krawędzią do obserwatora galaktykę spiralną HCG 87a, rozmytą galaktykę soczewkowatą HCG 87b oraz położoną powyżej inną galaktykę spiralną HCG 87c. Natomiast mała galaktyka spiralna HCG 87d znajdująca się wizualnie w środku grupy jest przypuszczalnie bardziej odległą galaktyką tła. Inne widoczne w tym obszarze galaktyki znajdują się daleko za grupą. Trzy większe galaktyki Hickson 87 oddziałują ze sobą grawitacyjnie, wpływając wzajemnie na swoją strukturę wewnętrzną i dalszą ewolucję.

## Galaktyki grupy
| Nazwa                   | Typ        | Rektascensja (J2000) | Deklinacja (J2000) | Prędkość radialna (km/s) | Wielkość gwiazdowa |
| ----------------------- | ---------- | -------------------- | ------------------ | ------------------------ | ------------------ |
| HCG 87a                 | S0 pec     | 20h 48m 15,0s        | −19° 50′ 58″       | 8443 ± 14                | 15,3               |
| HCG 87b                 | SA(r)0 pec | 20h 48m 10,9s        | −19° 51′ 23″       | 8738 ± 23                | 15,4               |
| HCG 87c                 | Sb         | 20h 48m 12,0s        | −19° 49′ 56″       | 8914 ± 7                 | 16,1               |
| HCG 87d (galaktyka tła) | Sd         | 20h 48m 12,8s        | −19° 50′ 46″       | 10 200 ± 160             | 17,8               |